# Norbert Benecke
Norbert Benecke (* 22. März 1954 in Osterburg (Altmark)) ist ein deutscher Archäozoologe.
Norbert Benecke legte 1972 sein Abitur ab und leistete anschließend bis 1974 seinen Militärdienst bei der NVA ab. Er studierte von 1974 bis 1978 Biologie an der Universität Halle. 1978 wurde er Diplom-Biologe und im Jahr darauf wissenschaftlicher Mitarbeiter am Zentralinstitut für Alte Geschichte und Archäologie der Akademie der Wissenschaften der DDR. Benecke wurde 1984 an der Humboldt-Universität zu Berlin promoviert. In seiner Dissertation untersuchte er die Tierreste der frühmittelalterlichen Siedlung Ralswiek auf Rügen (Archäozoologische Untersuchungen zur Entwicklung des Haustiers in der Körpergröße und Wuchsform im südlichen Ostseegebiet (Spätlatène–Spätmittelalter)). Gutachter waren Konrad Senglaub, Joachim Herrmann und H.-H. Müller. 1992 folgte die Habilitation in Halle über Archäozoologische Studien zur Entwicklung der Haustierhaltung in Mittel- und Nordeuropa von den Anfängen bis zum ausgehenden Mittelalter. Seit 1992 war er Referent für Archäozoologie am Deutschen Archäologischen Institut (DAI) in Berlin, von 2003 bis zu seinem Ruhestand 2020 war er dort Referatsleiter Naturwissenschaften. 2001 wurde er zudem zum Honorarprofessor am Lehrstuhl für Ur- und Frühgeschichte an der Humboldt-Universität ernannt. Hier hält er Vorlesungen und Seminare zu Themen der Archäozoologie und leitet Übungen zur Bestimmung von Tierknochenfunden.
Forschungsschwerpunkte Beneckes sind die Nutzung der Tierwelt durch den prähistorischen Menschen in verschiedenen Landschaftszonen Eurasiens vom Neolithikum bis zur Eisenzeit, die Tierdomestikationen sowie die Umweltgeschichte Europas im Spätglazial und Holozän mit dem Schwerpunkt auf der Fauna. Aktuelle Forschungsprojekte sind die archäozoologischen Untersuchungen an Fundmaterialien aus Grabungen in Sibirien (namentlich Tschitscha und Aržan), in Kasachstan (Zeganka, Taldy Bulak u. a.), in Pakistan (Sohr Damb/Nal), in Jordanien (Aqaba), in der Türkei (Kırklareli); in Bulgarien (Drama), sowie dem Heiligtum der Isis und Mater Magna (Mainz) in Mainz. Benecke ist korrespondierendes Mitglied des DAI.

## Schriften
- Archäozoologische Untersuchungen zur Entwicklung der Haustiere in der Körpergrösse und Wuchsform im südlichen Ostseegebiet (Spätlatène–Spätmittelalter). Dissertation, Humboldt-Universität Berlin 1984.
- Die Entwicklung der Haustierhaltung im südlichen Ostseeraum (= Beiträge zur Archäozoologie 5, = Weimarer Monographien zur Ur- und Frühgeschichte 18). Museum für Ur- u. Frühgeschichte Thüringens, Weimar 1986.
- Archäozoologische Untersuchungen an Tierknochen aus der frühmittelalterlichen Siedlung von Menzlin (= Materialhefte zur Ur- und Frühgeschichte Mecklenburgs. Band 3). Museum für Ur- und Frühgeschichte, Schwerin 1988.
- Der Mensch und seine Haustiere. Die Geschichte einer jahrtausendealten Beziehung. Theiss, Stuttgart 1994, ISBN 3-8062-1105-1 (Lizenzausgabe: Parkland-Verlag, Köln 2001, ISBN 3-88059-995-5).
- Archäozoologische Studien zur Entwicklung der Haustierhaltung in Mitteleuropa und Südskandinavien von den Anfängen bis zum ausgehenden Mittelalter (= Schriften zur Ur- und Frühgeschichte. Band 46). Akademie-Verlag, Berlin 1994, ISBN 3-05-002415-1.
- Die jungpleistozäne und holozäne Tierwelt Mecklenburg-Vorpommerns. Faunenhistorische und kulturgeschichtliche Befunde (= Documenta naturae. Band 124). Verlag Documenta Naturae, München 1999.
- Die jungpleistozäne und holozäne Tierwelt Mecklenburg-Vorpommerns (= Beiträge zur Ur- und Frühgeschichte Mitteleuropas. Band 23). Beier und Beran, Weissbach 2000, ISBN 3-930036-39-8.
- mit Diethelm Becker: Die neolithische Inselsiedlung am Löddigsee bei Parchim. Archäologische und archäozoologische Untersuchungen (= Beiträge zur Ur- und Frühgeschichte Mecklenburg-Vorpommerns. Band 40). Archäologisches Landesmuseum für Mecklenburg-Vorpommern, Lübstorf 2002, ISBN 3-935770-01-4.
- Wirtschaft und Umwelt früher Bauern in Thrakien. Archäozoologische Studien an Fundmaterialien aus Drama (Bulgarien) und Kırklareli-Aşağı Pınar (Türkei) (= Archäometrische Studien. Band 1). Reichert, Wiesbaden 2020, ISBN 978-3-95490-478-5.